# Tutta la bellezza e il dolore - All the Beauty and the Bloodshed
Tutta la bellezza e il dolore - All the Beauty and the Bloodshed (All the Beauty and the Bloodshed) è un film documentario del 2022 diretto da Laura Poitras
La pellicola, di produzione statunitense, esplora la vita e la carriera della fotografa Nan Goldin e documenta la sua lotta contro la famiglia Sackler, proprietaria della società farmaceutica Purdue Pharma, ritenuta responsabile dell'epidemia di oppioidi negli Stati Uniti.

## Trama
Nel film si intersecano due narrazioni, basate su interviste, fotografie e filmati rari: quella della vita e della carriera di Nan Goldin - dalla perdita della sorella adolescente che marcherà la sua adolescenza turbolenta, al suo percorso personale e artistico sulla scena della cultura underground di Boston e Manhattan, fatta di sesso e droghe, eccessi e sregolatezze, documentate nelle foto della "famiglia di amici" raccolte in The Ballad of Sexual Dependency, alla leggendaria mostra sull'AIDS del 1989 e al suo attivismo politico -  e quella della caduta della famiglia Sackler, proprietaria di Purdue Pharma, produttrice di OxyContin, contro cui Goldin ha intrapreso nel 2017 una battaglia per il riconoscimento delle responsabilità nell'epidemia di oppioidi iniziata negli Stati Uniti alla fine degli anni '90, in cui morirono migliaia di persone per overdose da farmaco.
In questa sua azione pubblica contro i Sackler, accusati di aver "fatto fortuna promuovendo la dipendenza", Goldin è coinvolta sia dal punto di vista personale che artistico: dal 2014 al 2016 è stata lei stessa dipendente dal farmaco OxyContin, a cui aveva fatto inizialmente ricorso per lenire i suoi dolori dopo un intervento chirurgico, e molte sue opere si trovano in musei d'arte che hanno ricevuto e che continuano a ricevere generose donazioni dai Sackler, fra i più grandi mecenati del mondo in campo artistico.
Con il gruppo di advocacy PAIN (Prescription Addiction Intervention Now), da lei fondato nel 2017, Goldin ha organizzato numerose proteste pubbliche per indurre le istituzioni coinvolte - fra cui il Metropolitan Museum of Art, il Guggenheim, la National Gallery di Londra, il Louvre - a rifiutare tali finanziamenti. In un suo appello Goldin ha scritto: "Hanno lavato i loro soldi di sangue attraverso le sale dei musei e delle università di tutto il mondo. Chiediamo che i Sackler e la Purdue Pharma usino la loro fortuna per finanziare il trattamento delle dipendenze e l'istruzione."

### Titolo
Il titolo del film è tratto da un rapporto psichiatrico scoperto da Goldin decenni dopo la scomparsa della sorella Barbara, morta suicida nel 1965, quando lei aveva undici anni. In questo rapporto era contenuta la frase "vede il futuro, tutta la bellezza e lo spargimento di sangue". Per il suo atteggiamento anticonformista e la sua condotta sessualmente libera, Barbara era stata più volte fatta ricoverare dai genitori in un istituto psichiatrico; Nan Goldin, che amava la sorella, dopo la sua morte divenne una ragazzina problematica e all'età di circa tredici anni scappò di casa e si ripropose di non accettare più le convenzioni di vita rappresentate dalla sua famiglia.

## Produzione
La regista Laura Poitras, vincitrice nel 2015 dell'Oscar al miglior documentario per il film Citizenfour, ha iniziato a lavorare a questo film nel 2019, attratta dalla storia della dinastia farmaceutica dei Sackler e dal ruolo da essa svolto nell'epidemia da oppiacei, denunciato attraverso manifestazioni pubbliche da Nan Goldin e dalle associazioni di cui la fotografa faceva parte. Durante gli incontri con Goldin, tuttavia, si sarebbe resa conto "che il nucleo del film è costituito dall’arte, dalla fotografia di Nan e dall’eredità dei suoi amici e della sorella Barbara. Un’eredità di persone in fuga dall’America."
Nell'agosto 2022, prima della sua anteprima a Venezia, Neon ha acquisito i diritti di distribuzione negli Stati Uniti per il film, mentre i diritti nel Regno Unito e in Irlanda sono stati acquisiti da Altitude Film Distribution.

## Distribuzione
Il film è stato presentato in anteprima mondiale il 3 settembre 2022 alla 79ª Mostra internazionale d'arte cinematografica di Venezia. Successivamente è stato proposto al Toronto Film Festival e al New York Film Festival. L'uscita nelle sale coincide con una retrospettiva del lavoro di Goldin come regista al Moderna Museet di Stoccolma, la cui apertura è avvenuta il 29 ottobre 2022.

## Riconoscimenti
- 2023 - Premio Oscar[13]
  - Candidatura al miglior documentario
- 2022 - Mostra internazionale d'arte cinematografica di Venezia
  - Leone d'oro al miglior film